# 生死戀 (1955年電影)
《生死戀》（英語：Love Is a Many-Splendored Thing）是一部根據中國籍亞歐混血女作家韓素音於1952年出版的自傳小說《愛情多美好》改編而成的美國荷里活電影，由二十世紀霍氏公司於1955年出品。影片的故事背景為1949至50年的香港，當時正值國共內戰的關鍵期及韓戰的爆發，飾演美國籍記者馬克的威廉·荷頓邂逅中歐混血兒醫生韓素音（由珍妮花·鍾絲飾演），但由於韓的家庭背景和當地社會壓力使到這段感情無法開花結果，最後馬克更在採訪過程死於韓戰戰場。影片大量在香港取景拍攝，景點包括香港仔漁港、淺水灣及維多利亞港等，呈現不少當代殖民地風格的建築。影片獲得奧斯卡金像獎的最佳服飾設計、最佳原創音樂及最佳音樂等獎項。
1955年11月5日该电影在香港樂聲戲院首映。

## 外部連結
- 互联网电影数据库（IMDb）上《Love is a Many-Splendored Thing》的资料（英文）
- Song lyrics (of The Four Aces): Love Is A Many Splendored Thing （页面存档备份，存于） （英文）